# Flab 4
Flab 4 (Straight Plan for the Gay Man) är en amerikansk TV-serie från 2004, gjord som en parodi på Fab 5 där en grupp på fyra heterosexuella män stylar om en homosexuell kille så att han kan ge intrycket av att vara heterosexuell.